# John Hennigan

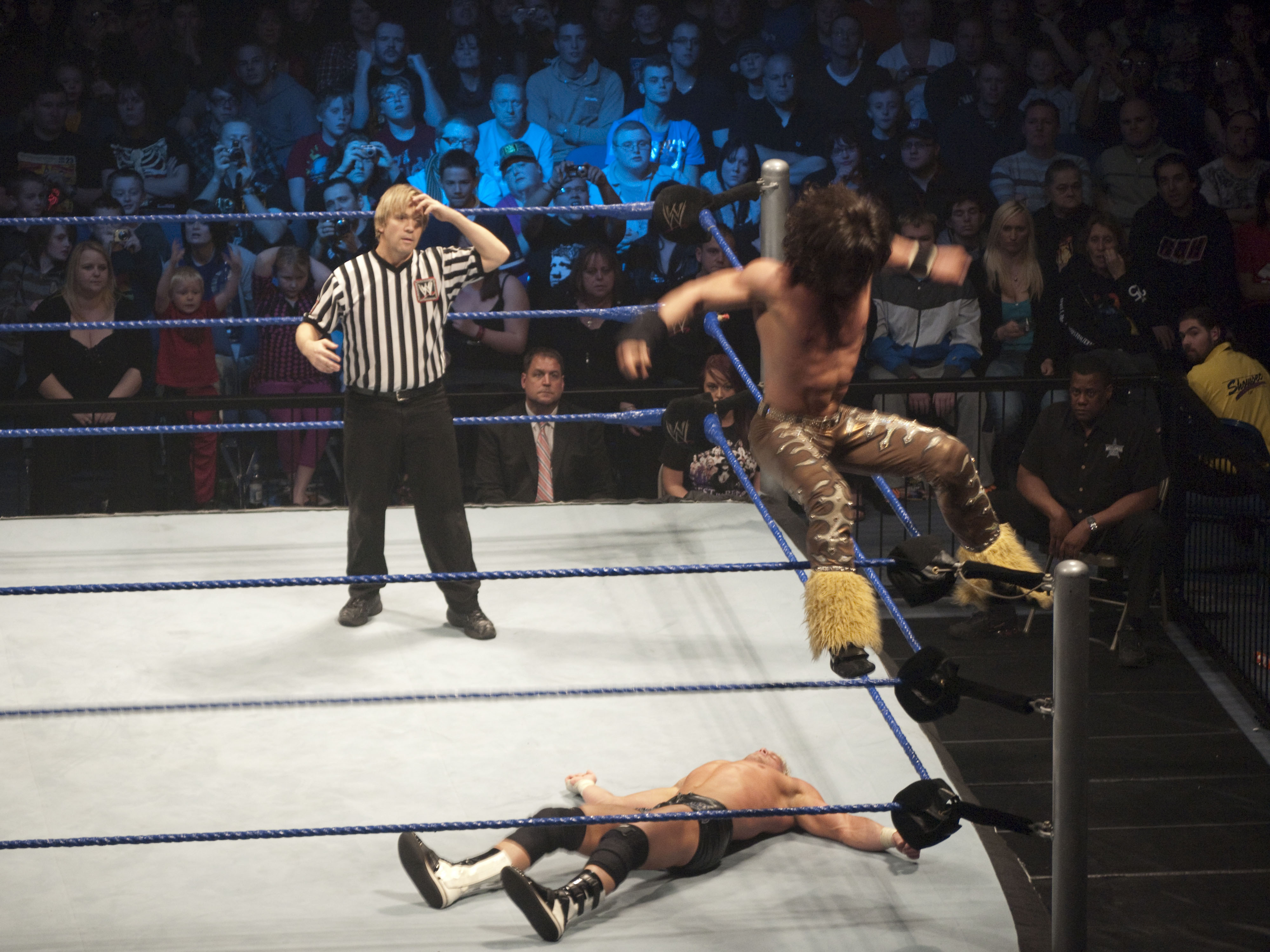
Starship Pain

John Randall Hennigan (ur. 3 października 1979 w Los Angeles) – amerykański wrestler, znany z występów w federacji WWE w latach 2002–2011 i 2019–2021, pod pseudonimem ringowym John Morison. Był mistrzem WWE Intercontinental Championship, ECW oraz WWE Tag Team. Na przełomie 2018 i 2019 roku był posiadaczem tytułu mistrza Impact World Championship w federacji Impact Wrestling. 

## Kariera wrestlera

### WWE (2002–2011)
Studiował na Uniwersytecie Kalifornijskim w Davis na wydziałach filmu i biologii. Karierę zawodowego wrestlingu rozpoczął w Pro Wrestling w Sacramento, następnie został przyjęty do Ohio Valley Wrestling (OVW). 1 marca 2004 Hennigan zadebiutował na WWE RAW. Kontrakt z WWE podpisał w 2005 (debiut na WWE SmackDown). John karierę rozpoczynał w Supreme Pro Wrestling School w Sacramento. Nie został przyjęty do programu Tough Enough 2, ale udało mu się dostać do jego III edycji w 2002 roku, wygrywając go wspólnie z Mattem Cappotellim. Jako zwycięzca otrzymał kontrakt z rozwojówką WWE – Ohio Valley Wrestling aby kontynuować tam treningi. W WWE zadebiutował w Bar Room Brawl matchu na Vengeance 2003. Na RAW Morrison zadebiutował 1 marca 2004 roku pod nickiem „Johnny Blaze”. Otrzymał taki pseudonim ponieważ był asystentem ówczesnego RAW GM-a Erica Bischoffa. Po 3 tygodniach jego nazwa została zmieniona na Johnny Nitro, która była odniesieniem do Monday Nitro z WCW, dla której pracował Bischoff. Jego przygoda została przerwana w czerwcu kiedy to przegrał walkę z Eugene, w której karą za porażkę była utrata pracy, został zesłany powtórnie do OVW. Podczas pobytu w rozwojówce rozpoczął spór z Cappotellim, potem do tego feudu wprowadzono Melinę jako byłą dziewczynę Nitro. Niedługo po tym dołączył do nich też Joey Mercury, tworząc stajnię MNM.
Po powrocie do WWE w brandzie SmackDown pokonali Eddiego Guerrero i Reya Mysterio w walce o pasy WWE Tag Team. Tytuły te stracili dwa dni przed Armageddonem w grudniu. Po raz 3 mistrzostwo zdobyli pokonując Mysterio i Batistę z dużą pomocą Marka Henry'ego 30 grudnia. W maju stracili pasy na rzecz Paula Londona i Briana Kendricka co doprowadziło do rozpadu ich TT. Następnego dnia GM Teddy Long zwolnił Nitro i Melinę. Tydzień później zadebiutował na RAW, ale przegrał z Johnem Ceną. Natychmiast został wprowadzony do feudu o pas IC, zdobył go na Vengeance pokonując w Triple Threat matchu Sheltona Benjamina i Carlito. Tytuł posiadał przez 4 miesiące, przegrywając go z Jeffem Hardym 2 października. W listopadzie ponownie go odzyskał, gdy Eric Bischoff wznowił walkę, a Nitro przegrał ją przez dyskwalifikację. Tydzień później Hardy odzyskał tytuł. MNM rozpoczęło feud z Hardy Boyz, Mercury doznał kontuzji w Fata 4-way Ladder matchu na WWE Armageddon. Potem MNM dostało lanie od Hardyz na Royal Rumble, a potem na No Way Out, które to zakończyło feud. W kwietniu 2007 roku został przedraftowany do ECW. John zadebiutował w ECW 19 czerwca pokonując Nunzio, tydzień później na WWE Night of Champions wziął udział w walce o wakujący pas ECW World Heavyweight Championship zastępując zmarłego tuż przed nią Chrisa Benoit.

#### Morrison & The Miz
Mimo rywalizacji Morrison i Miz zostali umieszczeni w WWE Tag Team Championship matchu przeciwko MVP i Mattowi Hardy’emu. Na Survivor Series obaj przegrali z CM Punkiem w Triple Threat matchu o ECW Championship. W lutym 2008 roku Miz i John mieli streaming programu o nazwie The Dirt Sheet, w którym wyśmiewali innych zapaśników i celebrytów. Zespół ten wielokrotnie bronił tytułów TT aż do Great American Bash w którym to wzięli udział w Fata 4-way TT matchu. Ani John ani Miz nie zostali przypięci, jednak to Jesse (z Festusem) spinował Curta Hawkinsa (z Ryderem) i odniósł zwycięstwo.

#### John Morrison & The Miz i pasy Tag Team
Następnie rozpoczęli feud z Cryme Tyme, z którymi zmierzyli się jako zwycięzcy głosowania Telewidzów na Cyber Sunday. 8 grudnia zdobyli nagrodę Slammy Awards (Tag Team roku), 5 dni potem wywalczyli tytuły World TT Championship pokonując CM Punka i Kofiego Kingstona. Następnie zaangażowali się w feud z The Colons’, panującymi mistrzami WWE Tag Team. Jedni i drudzy bronili z powodzeniem swoich tytułów, a ich feud zakończył się Lumberjack Unified TT Championship machem na Wrestlemanii XXV. Górą okazali się Primo i Carlito.

#### John Morrison jako solowy zawodnik
13 kwietnia w Drafcie 2009 Miz został przeniesiony na Raw, co skutkowało rozpadem ich TT, wtedy to Miz zaatakował Morrisona. 2 dni później Johna przedraftowano na SmackDown. Na Judgment Day Morrison pokonał Sheltona Benjamina. 31 lipca miał swoją pierwszą walkę o World Heavyweight Championship, ale przegrał z Jeffem Hardym. 4 września na SmackDown pokonał Reya Mysterio i po raz 3. zdobył tytuł Intercontinental Championa. Na TLC stracił ten tytuł na rzecz Drewa McIntyre'a.

#### Morrison & R-Truth
W 2010 roku stworzył team z R-Truthem. Wziął udział w Elimination Chaber WHC matchu, ale przegrał (wyeliminowany przez Kane). Potem pokonali Cryme Tyme i Hart Dynasty i zostali pretendentami do Pasów TT. Na Wrestlemanii XXVI przegrali z teamem Sho-Miz. 26 kwietnia został powołany do Raw, tej samej nocy przegrał w debiucie z Jackiem Swaggerem.

### Federacje niezależne (2012-2019)
Po odejściu z WWE, Hennigan zaczął używać swojego prawdziwego imienia i nazwiska na pokazach zapaśniczych. 4 lutego 2012, w walce wieczoru Champions Showcase Tour federacji WWFX w Mamilii na Filipinach, pokonał Sheltona Benjamina i zdobył tytuł wagi ciężkiej. 12 sierpnia Hennigan wystąpił w federacji Juggalo Championship Wrestling  i w walce wieczoru Bloodymanii 6 pokonać Matta Hardy'ego i Breyera Wellingtona. W dniu 25 stycznia 2013 wrestler pojawił się jako John Morrison na Dragon Gate USA’s Open Golden Gate i pokonał Akirę Tozawę w main evencie show. 22 lutego 2013 Morrison pokonał pięciu innych zawodników, by stać się mistrzem świata NGW na pierwszej gali federacji Next Generation Wrestling. Hennigan uczestniczył w weekendzie WrestleManii, zmagając się na Pro Wrestling Syndicate. W dniu 4 kwietnia 2013, Hennigan pokonał Elijaha Burke’a 5 kwietnia, Morrison pokonał japońską legendę Jushin „Thunder” Ligera w „International Dream Matchu” w Pro Wrestling Syndicate (PWS). 8 lipca 2019 zakończył współpracę z federacją Impact Wrestling.

### WWE (2019–2021)
W grudniu 2019 podpisał kontrakt z WWE. W listopadzie 2021 z powodu cięć budżetowych wynikających z pandemii COVID-19, Morrison został zwolniony z kontraktu z WWE.

## Życie prywatne
Prywatnie w latach 2003–2015 był związany z byłą divą WWE Meliną. W 2016 poznał Tayę Valkyrie, z którą się zaręczył 14 czerwca 2017.

## Osiągnięcia
Continental Wrestling Federation
- CWF United States Championship

Family Wrestling Entertainment
- FWE Heavyweight Championship

Impact Wrestling
- Impact World Championship

Lucha Libre AAA Worldwide
- AAA Mega Championship
- AAA Latin American Championship
- AAA World Cruiserweight Championship

Lucha Underground
- Lucha Underground Championship
- Lucha Underground Gift of the Gods Championship
- Lucha Underground Trios Championship
- Second Triple Crown Champion

Next Generation Wrestling
- NGW World Championship

Ohio Valley Wrestling
- OVW Southern Tag Team Championship – z Joey Mercury

Pro Wrestling Illustrated
- PWI_Most Improved Wrestler of the Year (2009)
- PWI Tag Team Roku (2005)[7]
- PWI sklasyfikowało go na 27. miejscu z 500 najlepszych wrestlerów roku 2010 i 2011

World Wrestling Entertainment
- ECW Championship[8]
- 3x WWE Intercontinental Championship[9]
- World Tag Team Championship
- 4x WWE Tag Team Championship[10]
- Slammy Award dla najlepszego Tag Teamu roku (2008)
- Slammy Award dla najlepszego programy na WWE.com (2008)
- Zwycięzca WWE Tough Enough III

World Series Wrestling
- WSW Heavyweight Championship

World Wrestling Fan Xperience
- WWFX Heavyweight Championship

Wrestling Observer Newsletter
- Tag Team Roku (2008) z The Miz